# 21270 Otokar
21270 Otokar (1996 OK) là một tiểu hành tinh vành đai chính được phát hiện ngày 19 tháng 7 năm 1996 bởi Jana Tichá và Miloš Tichý ở Đài thiên văn Kleť.